# Морг

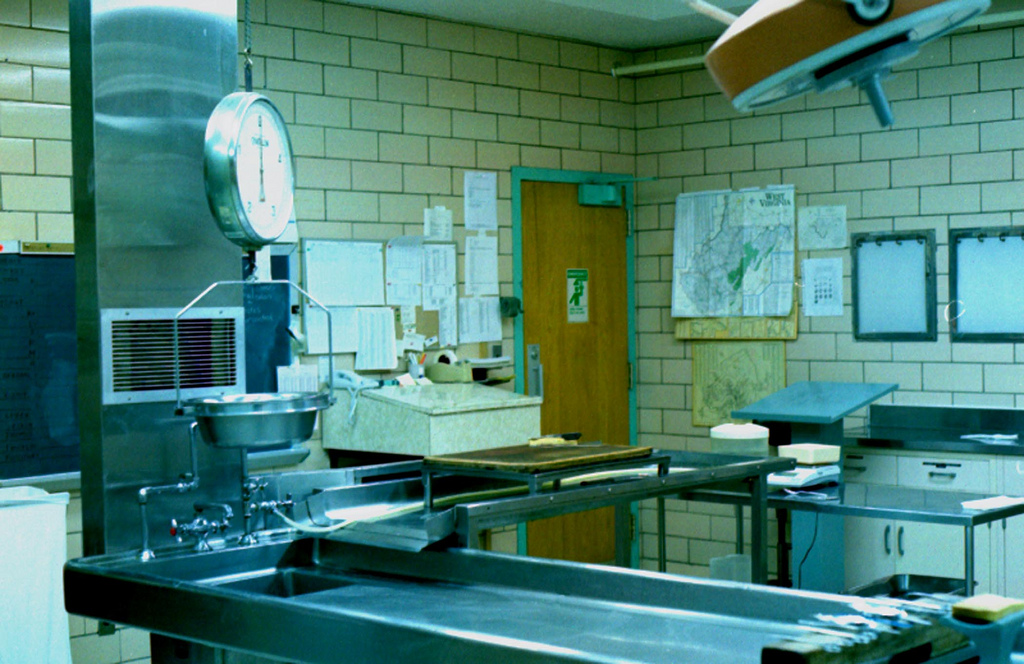
Інтер'єр моргу

Морг (від фр. morgue), трупа́рня або покі́йницька — спеціально обладнане приміщення лікарні, судово-медичного закладу для збереження, впізнання, розтину та видачі трупів для поховання. Розтин трупів також проводять у патологоанатомічних відділеннях лікарень, куди надходять трупи померлих у лікувальному закладі.
До моргу спрямовують
- трупи померлих насильницькою смертю або при підозрі на таку смерть
- померлих в лікувальних закладах при невстановленому діагнозі, а також при прийнятих слідчими органами скаргах на неправильне або незаконне лікування
- доправлених у лікувальний заклад вже мертвими
- раптово померлих, якщо причина смерті не була встановлена лікарем
- трупи невідомих осіб.

Морги складаються з зали для дослідження трупів (секційної) та допоміжних приміщень.